# ماوريسيو هرنانديز (منافس ألعاب قوى)
ماوريسيو هرنانديز (بالإسبانية: Mauricio Hernández) هو منافس ألعاب قوى مكسيكي، ولد في 30 نوفمبر 1961.

## وصلات خارجية
- ماوريسيو هرنانديز على موقع أوليمبيديا (الإنجليزية)